# Célestin Amani
Célestin Amani (...) è un ex calciatore ivoriano, di ruolo difensore.

## Carriera

### Club
Ha sempre giocato nel campionato ivoriano.

### Nazionale
Con la maglia della Nazionale ha partecipato alla Coppa d'Africa nel 1994.